# Square Beaujon
Pour les articles homonymes, voir Beaujon.
Le square Beaujon est une voie du 8e arrondissement de Paris, en France.

## Situation et accès
Le square Beaujon est une voie privée située dans le 8e arrondissement de Paris. Il débute au 150, boulevard Haussmann et se termine en impasse.

## Origine du nom

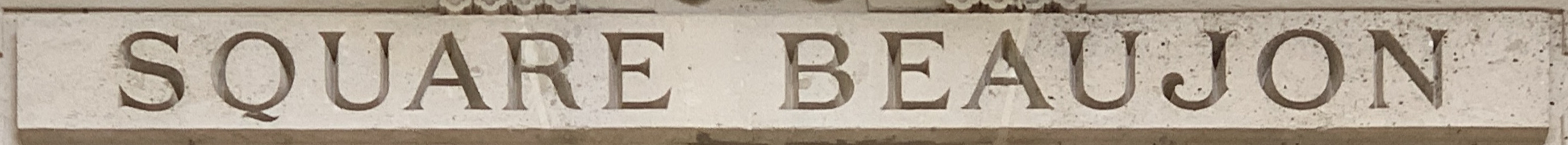
Inscription du square.

Elle porte ce nom en raison de sa proximité avec la rue Beaujon.

## Historique
Elle était précédemment dénommée « cité Beaujon ».